# 木葉井悦子
木葉井悦子（きばい えつこ、1937年 - 1995年7月）は、日本の絵本作家、画家。

## 人物
東京都小金井市出身。武蔵野美術大学油絵科中退。
1970年代に2年間アフリカのナイジェリアで過ごし、帰国後の1978年に初めての絵本作品となる『あかいめのしろヘビ』を銀河社より出版した。
1995年7月、癌により亡くなっている。生涯に17冊の絵本を出版している。

## 書籍
- アバディのパン　ほるぷ出版 ISBN 9784593560622
- ぼんさいじいさま ビリケン出版 ISBN 9784939029325
- みずまき 講談社 ISBN 9784061322745
- やまのかぜ 架空社 ISBN 9784906268474

他

## 挿絵
- 『21世紀版 少年少女古典文学館10 方丈記』（三木卓、講談社）ISBN 978-4-06-282760-7